# Stadt der kurzen Wege
Die „Stadt der kurzen Wege“ bezeichnet ein Leitbild der Stadtplanung, das vor allem seit den 1980er Jahren verfolgt wird. Diesem Leitbild zufolge kann das Verkehrsbedürfnis verringert, die Fußgängerfreundlichkeit erhöht und somit der Verkehr vermieden werden, indem solche Bedingungen geschaffen werden, dass räumliche Distanzen zwischen Wohnen, Arbeit, (Nah-)Versorgung, Dienstleistungen, Freizeit- und Bildungsorten gering sind. Als Richtwert zur individuellen Erreichbarkeit aller zentralen Alltagsorte abseits der Arbeit werden für Großstädte vielfach 15 Minuten vom Wohnort vorgeschlagen. Der Begriff der 15-Minuten-Stadt wurde möglicherweise 2016 an der Sorbonne in Paris geprägt. Das Paradigma gilt als exemplarisch für eine „Architektur der Nähe“.
Als angestrebtes Ergebnis sollte es möglich sein, dass anteilig mehr Fußgänger-, Radfahr- oder öffentlicher Personennahverkehr und weniger motorisierter Individualverkehr stattfindet. Landschaftszerschneidung und Zersiedelung werden reduziert. Ein Element des Konzepts der „Stadt der kurzen Wege“ ist die Wohnraumverdichtung sowie die Multifunktionalität von Stadtquartieren. Empirische Befunde zeigen aber auf, dass eine verdichtete und durchmischte Siedlungsstruktur allein nicht ausreicht, sondern dass auch Maßnahmen im Verkehrsbereich für eine „Stadt der kurzen Wege“ erforderlich sind.
Johannes Klühspies zufolge ist der Titel „Stadt der kurzen Wege“ suggestiv und positiv belegt, da er eine Erleichterung der täglichen Mobilität, mehr verfügbare Zeit für andere Zwecke, das Erlebnis eines Freiheitsgefühls durch zunehmende Zeitautonomie, positive Kommunikationschancen und mehr Zeit in vertrauter, sicherer Umgebung andeute. Die „Stadt der kurzen Wege“ sei eine Idealisierung, die auch langfristig gesehen nur zu einem Teil verwirklicht werden könne. Das Konzept mache aber deutlich, dass es nicht um die Mobilität an sich gehe, sondern vielmehr eine schnelle Erreichbarkeit und gute Zugänglichkeit wesentlich sei.
Als Element einer „Stadt der kurzen Wege“ wird auch eine Verknüpfung und räumliche Bündelung familienbezogener Infrastrukturangebote und Dienstleistungen in Familienbüros, Eltern-Kind-Zentren oder Mehrgenerationenhaus genannt, die den Nutzern Wege ersparen.

## Ansätze der Umsetzung
Viele Städte werden durch die Stadtverwaltung, durch dort ansässige Organisationen, politische Parteien, lokale Medien oder in Städteführern als „Stadt der kurzen Wege“ dargestellt, also als Stadt, in der das Konzept weitgehend verwirklicht sei, in der aufgrund dieser Eigenschaft die Lebensqualität hoch sei und sich die Vereinbarkeit von Familie und Beruf besser organisieren lasse.
Dabei werden, auch im Sinne einer Werbung für den eigenen Standort, beispielsweise die fußgängergerechten Einkaufsstraßen oder der gut strukturierte Personennahverkehr hervorgehoben. Auf diese Weise dargestellt werden beispielsweise Brühl, Dülmen, Marburg, Minden, Osnabrück, Potsdam, Verden und, einzelne Bereiche der Stadt betreffend, auch Freiburg im Breisgau; bezüglich anderer Städte wird eine fehlende Umsetzung dieses Konzepts kritisiert, so etwa bezüglich Berlin. Für zahlreiche Städte wird das Konzept als wünschenswertes Leitbild dargestellt, das unter anderem in der Lokalen Agenda 21 zu berücksichtigen sei.
Die Deutsche Liga für das Kind fordert: „Die Kommunen sind aufgerufen, sich mit Anstrengungen zu einem familien- und kinderfreundlichen System öffentlichen Nahverkehrs, einer Stadt der kurzen Wege und einer klugen Aufwertung der Wohnviertel durch verkehrsberuhigende Maßnahmen zu beteiligen.“
Der Umsetzung des Konzepts stehen die Funktionsentmischung in den Städten, die Sub- bzw. Desurbanisierung in angrenzenden Regionen, Großstrukturen im Freizeit- und Handelssektor mit weiträumigen Einzugsgebieten aber auch der Wunsch vieler nach einem Leben im Grünen entgegen.
Basierend auf Vorarbeiten des Ausschusses für Verkehr und Fremdenverkehr forderte das Europäische Parlament in seiner Entschließung vom 9. Juli 2008 unter anderem „die Erarbeitung maßgeschneiderter, nachhaltiger Mobilitätspläne sowie unterstützender Maßnahmen bei Raum- und Stadtplanung (Stadt der kurzen Wege) unter frühzeitiger Einbindung aller Betroffenen“, insbesondere im Zusammenhang mit der EU-Strategie zur Bekämpfung des Klimawandels und anderer Umweltprobleme.
Das Musterprojekt Nachhaltiger Stadthügel Wien Westbahnhof ist laut Projektleiterin Heidi Dumreicher am Konzept einer „Stadt der kurzen Wege“ ausgerichtet. Die Vision geplanter Städte wird jedoch den Vorteilen gewachsener Städte und der Option einer Adaptierung alter Bausubstanz gegenübergestellt.

## Verschwörungstheorie
Insbesondere in Großbritannien sahen Anti-Lockdown-Aktivisten, Impfgegner, QAnon-Anhänger, Antisemiten, Klimaleugner und die extreme Rechte während der COVID-19-Pandemie im Konzept der Stadt der kurzen Wege eine Einschränkung der Bewegungsfreiheit, was bis in die Nähe der Verschwörungstheorie des Great Reset führte, wonach ein sozialistisches Konzept die persönliche Freiheit einschränken wolle.